# Clyde Best

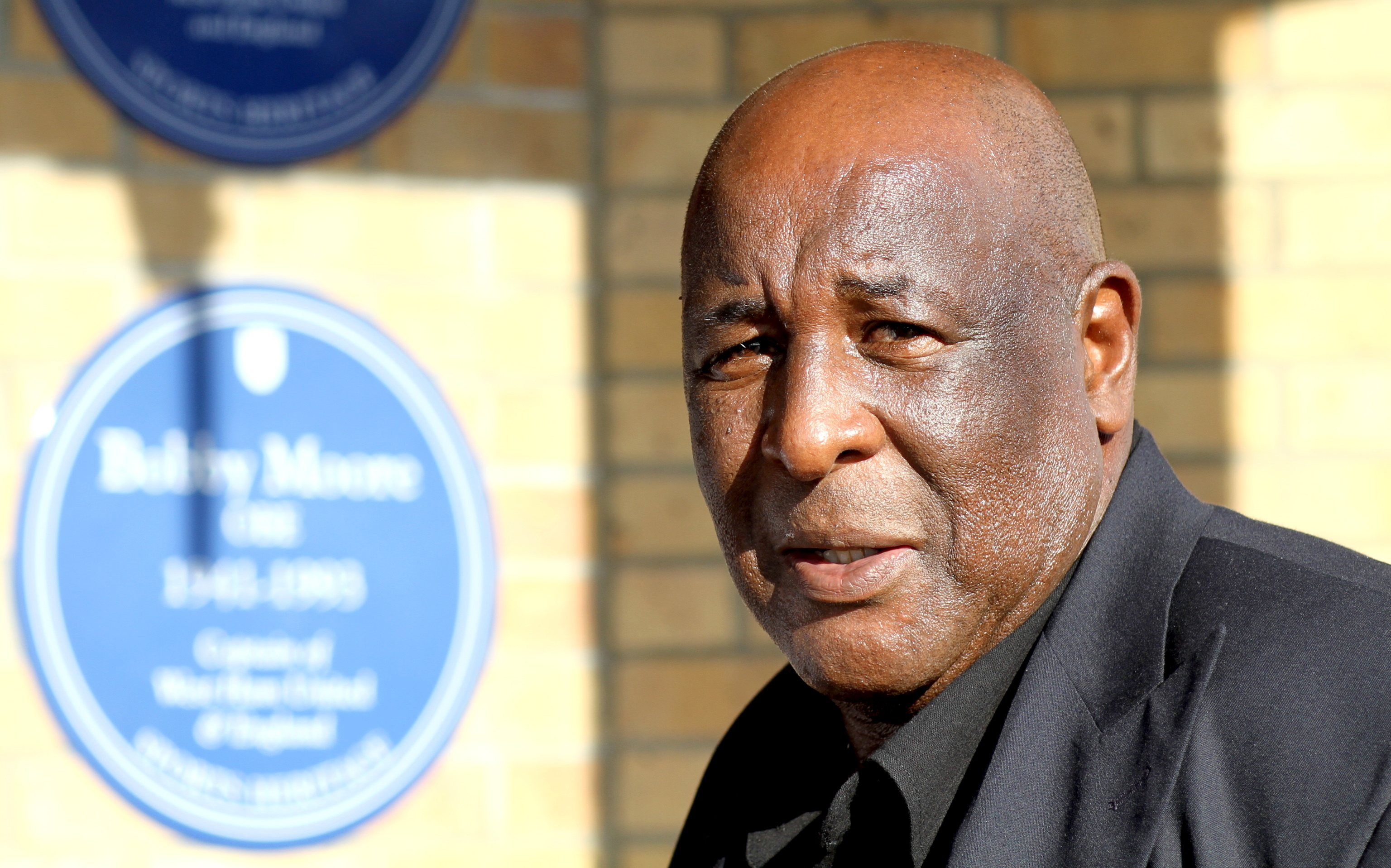
Clyde Best in 2012

Clyde Cyril Best (Bermuda, 24 februari 1951) is een Bermudaans voormalig voetballer.

## Carrière
Als speler begon Best zijn carrière bij de Engels club West Ham United FC, waarvoor hij 186 wedstrijden speelde en 48 goals scoorde in zeven jaar tijd. In 1975 transfereerde hij naar de Tampa Bay Rowdies in de Verenigde Staten. Een jaar later vertrok hij naar de Portland Timbers, om half 1977 terug te keren naar Europa om te spelen voor Feyenoord in Rotterdam, waar hij in 23 duels 3 maal scoorde. Het seizoen 1977/1978 was een moeilijk seizoen voor Feyenoord, Feyenoord eindigde slechts als 10de van de 18 eredivisieclubs, met 52 goals voor en 47 goals tegen. Clyde Best keerde half 1978 terug naar de Portland Timbers in het noordwesten van de V.S.. Zijn carrière eindigde eveneens in Noord/Amerika, en wel in Canada bij de Toronto Blizzard.
In zijn voetbalcarrière was Best ook eenmaal trefzeker in twee interlands van het Bermudaans voetbalelftal, waar hij na zijn spelerscarrière hoofdtrainer van werd in de periode tussen 1997 en 1999.